# 沼地虎耳草
沼地虎耳草（学名：Saxifraga heleonastes）为虎耳草科虎耳草属下的一个种。

## 扩展阅读
- 維基物種上的相關：沼地虎耳草